# Acide téichoïque
L'acide téichoïque est un acide qui permet au peptidoglycane de s'attacher à la membrane des bactéries.
Il est présent sur les Gram + mais pas sur les Gram -, ce qui explique le fait que les bactéries à Gram - possèdent beaucoup moins de peptidoglycane (5 à 20 % de la paroi). Les acides téichoïques sont composés de phosphates associés au glycérol ou au ribitol.